# سیارک ۲۷۳۴۲
سیارک ۲۷۳۴۲ (به انگلیسی: 27342 Joescanio، نامگذاری:2000CB102)۲۷۳۴۲مین سیارک کشف شده‌است که در ۰۲ فوریه ۲۰۰۰ کشف شد.